# Joel Brand
Joel Brand (ngày 25 tháng 4 năm 1906 - 13 tháng 7 năm 1964) là một công nhân cứu hộ, sinh ra ở Transylvania nhưng lớn lên ở Đức, người được người ta biết đến trong Holocaust với những nỗ lực của ông để cứu người Do Thái Hungary không bị trục xuất sang Auschwitz, sau cuộc xâm lược của Đức quốc xã tháng 3 năm 1944. Là một thành viên hàng đầu của Ủy ban Hỗ trợ và Cứu hộ Budapest, tổ chức đã đưa lậu người Do Thái ra khỏi châu Âu bị chiếm đóng, Joel Brand đã được Adolf Eichmann, một sĩ quan của Schutzstaffel Đức tiếp cận trong tháng 4 năm 1944. Vị sĩ quan này đã đề xuất Brand làm môi giới giữa Đức với Anh và Hoa Kỳ cho phi vụ đổi 1 triệu người Do Thái lấy 10.000 chiếc xe tải, số lượng trà và hàng lớn cho mặt trận phía đông. Đó là phi vụ tham vọng nhất của một loạt các giao dịch như vậy giữa Đức Quốc xã và lãnh đạo Do Thái; Eichmann gọi nó là "Blut gegen Waren" ("máu đổi lấy hàng hóa"). Không có thỏa thuận nào đã đạt được như đề nghị, mà tờ London Times gọi là một trong những câu chuyện ghê tởm nhất của cuộc chiến. Nhà sử học tin rằng SS, bao gồm người đứng đầu của nó, Heinrich Himmler, dự định các cuộc đàm phán để che giấu các cuộc đàm phán hòa bình với các nước đồng minh phương Tây sẽ không bao gồm Liên Xô và có lẽ ngay cả Adolf Hitler. Dù mục đích của nó là gì đi nữa, đề nghị đã bị chính phủ Anh ngăn chặn. Họ bắt Brand ở Aleppo (lúc đó dưới sự kiểm soát của Anh), nơi ông đến để mang theo đề xuất của Eichmann đến Cơ quan Do Thái, và chấm dứt phi vụ trao đổi bằng cách chi tiết bị rò rỉ với giới truyền thông. Sự thất bại của đề xuất này, và các vấn đề rộng lớn hơn của lý do tại sao phe đồng minh đã không thể cứu 435.000 người Do Thái Hungary khỏi bị trục xuất đến Auschwitz giữa tháng 5 và tháng 7 năm 1944, đã trở thành chủ đề của cuộc tranh luận gay gắt trong nhiều năm.